# プレキュア
プレキュア (Precure) は、集積回路実装工程におけるアンダーフィルやモールドに用いられる熱硬化性樹脂の硬化前処理段階として、ガラス転移点を僅かに下回る温度にて予備硬化を行う工程の総称である。キュアは熱硬化の意で、段階的な硬化工程を踏む場合これをステップキュアと呼び、前段階の処理をプレキュア、後工程をポストキュアと呼ぶ。
モノマーである樹脂が架橋によって3次元構造の高分子へと重合する、一般的な熱硬化樹脂（エポキシ樹脂等）のうち、外的な熱の印加を硬化工程に含むもの（一液性エポキシ樹脂等）の多くは、熱硬化工程を経て完成に至る。
プレキュアは前段階において、最終強度を得ない程度に硬化、安定形状の形成を主目的とする。最終強度の硬化段階はポストキュアと呼ばれ、一般にプレキュアより高温・長時間の環境にて行われる。
プレキュアを設ける目的は、熱膨張・収縮などにより膨張係数の異なる接着界面へ起きる影響を、最小限に抑えるためである。

## 用途
主として、半導体の一次実装における封止材料の硬化工程が挙げられる。
ICチップを基板にボンディングする際には、基板上に設けられたリードをハンダ接合もしくは金属共晶等で接合するが、リードは大変細く、また接合点であるバンプも非常に小さい。
そのため、リフローによる高熱下においては線膨張係数等の違いにより、簡単に断線してしまう。これを防ぐ目的でICと基板間をあらかじめエポキシ樹脂等で接着しておく。
しかしエポキシ樹脂の硬化ですら、線膨張係数の違いが断線を招く事となるため、仮硬化工程を経るのが一般的である。
プレキュアに要する時間は接合方法・樹脂種等によって異なるが、1秒～30分程度と、樹脂の設計により大幅な差がある。
半導体設計・製造において多用される用語である。

## 設備機器
プレキュア、並びにポストキュアを行うキュア炉はベルトコンベアの上下にヒーターを搭載した形状が一般的である。他に、温風にて炉内温度を調節する機構を有するものもある。
似た構造を持つものにはリフロー炉やピザ焼き釜などがあるが、炉内温度の関係からキュア炉においては電気オーブン、リフロー炉等にはガスオーブンが適するとされる。
キュア炉は普通、ボンディング装置と併設される。テープキャリアパッケージにおいては前後に巻き取り機が設置され、ボンディングからプレキュアまで一括して行われる。

## 問題点
近年の半導体アセンブリにおいては、生産性重視の観点からポストキュアを廃し、短時間で硬化を行ってしまおうとする動きがある。つまりプレキュア工程のみで最終強度を得ようとするわけだが、ポリマーの架橋速度を一定以上に上げる事はボイドの増加や密着性の悪化を招きやすい。